# Бронников, Юрий Петрович
Юрий Петрович Бронников (26 апреля 1937, Нижний Чегем, Кабардино-Балкарская АССР — 8 июля 2013, Маслова Пристань, Белгородская область) — комплексный бригадир добычного участка № 9 шахты Северная (Воркута).

## Биография
Приехал в Воркуту в 1957 году. Свою шахтёрскую биографию начал машинистом подземных установок на шахте № 7 комбината «Воркутауголь» (ныне шахта «Северная»). За 39 лет работы на этой шахте Юрий Петрович в совершенстве овладел профессией. В 1966 году назначается комплексным бригадиром добычного участка № 9, одного из самых высоко-производительных коллективов Печорского угольного бассейна, стабильно работающего с годовой нагрузкой 600—800 тыс. тонн. Справедливый, требовательный прежде всего к себе, Юрий Петрович является достойным представителем шахтёрской гвардии.
12 мая 1977 года за выдающиеся успехи в выполнении принятых на 1976 год социалистических обязательств по добыче угля и достижение высоких качественных показателей в работе присвоено звание Героя Социалистического Труда.
В 1970 и 1974 годах Юрий Петрович избирался депутатом Верховного Совета СССР. Награждён орденами Трудового Красного Знамени, Октябрьской Революции и Дружбы народов, полный кавалер «Шахтёрской славы», присвоены звания «Почётный шахтёр», «Заслуженный шахтёр РСФСР».